# Vitas
Vitalij Vladasovitsj Gratschov (ryska: Виталий Владасович Грачов), känd under artistnamnet Vitas, född 19 februari 1979 i Daugavpils, är en rysk sångare, låtskrivare och skådespelare.
Vitas föddes i nuvarande Lettland och växte upp i Odessa i nuvarande Ukraina. Hans musik kan kategoriseras som elektronisk pop med influenser av techno, dance, klassisk musik, jazz, och folkmusik. Han slog igenom som artist i Ryssland 2000 med låten Опера #2 och har sedan dess haft en framgångsrik karriär i Ryssland samt Östeuropa och delar av Asien. 2015 började låten 7 элемент (The 7th Element) från 2001 spridas viralt och utvecklades till ett internationellt internetfenomen.

## Diskografi

### Album
- 2001: Философия чуда
- 2002: Улыбнись
- 2003: Мама
- 2003: Песни моей мамы
- 2004: Поцелуй длиною в вечность
- 2006: Возвращение домой
- 2007: Криком журавлиным: Возвращение домой II
- 2008: Хиты ХХ века
- 2008: Audio Visual Connect Series: Vitas
- 2009: Скажи, что ты любишь
- 2010: Шедевры трех веков
- 2011: Романсы
- 2011: Мама и Сын
- 2013: Только ты. История моей любви, Часть 1
- 2014: Я подарю тебе весь мир. История моей любви, Часть 2
- 2016: Мэйд ин чайна